# Aladár Aujeszky
Aladár Aujeszky (11 janvier 1869 à Pest - 9 mars 1933 à Budapest) est un vétérinaire pathologiste hongrois, professeur de bactériologie et microbiologiste, connu pour ses travaux sur la pseudorage,.
La maladie d'Aujeszky (également connue sous le nom de pseudorage) est causée par un virus à symétrie icosaédrique et appartient à la sous-famille des Alphaherpesvirinae au sein de la famille des Herpesviridae. Cette sous-famille a une large gamme d'hôtes et attaque le système nerveux périphérique de l'hôte. Il a été décrit pour la première fois en 1813 dans une situation où les bovins et les porcs partageaient une étable. En 1909, Weiss a découvert que les porcs sont l'hôte réservoir du virus et que, même si d'autres espèces telles que les bovins, les moutons, les chats, les chiens, les chèvres, les chevaux, les ratons laveurs, les mouffettes, les souris et les rats peuvent transmettre la maladie, le virus ne termine son cycle de vie que chez le porc.
Aujeszky a étudié sous Endre Hőgyes. De 1907 à 1933, il travaille au Département de bactériologie de l'Académie royale de médecine vétérinaire. Il est l'auteur de 528 publications et directeur de l'Institut de microbiologie de l’École vétérinaire de Budapest,.